# Przedstawiciele dyplomatyczni Polski w Turcji
Polska najwcześniej z krajów chrześcijańskich nawiązała z Turcją kontakty dyplomatyczne. Do końca XVII wieku Turcja była w Rzeczypospolitej uważana za wroga. W XVIII wieku stawała się partnerem. Turcy jako jedyny sąsiad RP nie uznali rozbiorów Polski.

## Pełna lista polskich przedstawicieli dyplomatycznych w Stambule

### XV wiek
- 1414 – Jakub Skarbek z Góry i Grzegorz Ormianin (posłowie)
- 1440 – Dobrogost Ostroróg (zm. 1478/1479) i Łukasz I Górka
- 1457–1476 – Marcin Wrocimowski (poseł)
- 1489 – Mikołaj Firlej

### XVI wiek
- 1500 – Wawrzyniec Fredro
- 1502 – Mikołaj Firlej
- 1508 – Jan Buczacki
- 1509 – Jędrzej z Radziejowic
- 1509–1510 – Jędrzej Zakrzewski
- 1511 – Janusz Świerczowski
- 1513 – Jędrzej Zakrzewski
- 1514 – Jerzy Krupski
- 1517 – Mikołaj Lanckoroński
- 1517 – Jakub Secyginowski
- 1524 – Jan Gabriel Tęczyński
- 1531 – Jakub Wilamowski
- 1532 – Piotr Opaliński
- 1535 – Jan Ocieski
- 1538 – Erazm Kretkowski
- 1539 – Jakub Wilamowski
- 1539 – Hieronim Doznański
- 1540 – Tomasz Sobocki
- 1546 – Stanisław Broniowski
- 1546 – Mikołaj Cikowski
- 1546 – Jędrzej Jakóbowski
- 1550 – Stanisław Tęczyński
- 1550 – Mikołaj Bogusz
- 1551–1557 – Andrzej Bzicki h. Ciołek
- 1553 – Stanisław Gabriel Tęczyński
- 1554 – Jan Piotr Pilecki
- 1554 – Mikołaj Brzozowski
- 1559 – Jędrzej Tarnowski
- 1564 – Jerzy Jazłowiecki
- 1566 – Mikołaj Brzeski
- 1567 – Piotr Zborowski (ambasador)
- 1569–1570 – Jędrzej Tarnowski
- 1574–1575 – Jędrzej Tarnowski
- 1577–1578 – Krzysztof Dzierżek
- 1578 – Jan Tomasz Drohojowski
- 1582 – Hieronim Filipowski
- 1587 – Krzysztof Dzierżek
- 1589 – Paweł Uchański
- 1590 – Mikołaj Czyżewski
- 1590–1591 – Jan Grzymała Zamoyski
- 1591 – Krzysztof Dzierżek
- 1595 – Adrian Rembowski (przedstawiciel)
- 1596 – Piotr Ostrowski
- 1597 – Stanisław Gulski
- ? – Szczęsny Herbut

### XVII wiek
- 1601 – Krzysztof Kochanowski
- 1601–1613 – Mikołaj Daniłowicz
- Abraham Krzewski
- ? – Piotr Cichliński
- ? – Jerzy Niemojewski
- ? – Krzysztof Kielanowski
- ? – Jędrzej Nałęcz-Górski
- 1613 – Samuel Targowski
- 1616 – Jerzy Kochanowski
- 1617 – Piotr Ozga
- 1620 – Samuel Otwinowski
- 1621 – Stanisław Suliszewski
- 1622–1624 – Krzysztof Zbaraski (ambasador)
- 1629 – Korycki
- 1630 – Aleksander Piaseczyński
- 1633 – Aleksander Trzebiński
- 1635–1636 – Jerzy Pobóg-Kruszyński
- 1647 – Wojciech Miarkowski
- 1647 – Mikołaj Bieganowski
- 1647 – Żebrowski
- 1654 – Mikołaj Bieganowski (ambasador)
- 1655 – Wojciech Bieczyński
- 1656 – Wojciech Radziewski
- 1657–1658 – Stanisław Jaskólski
- 1662 – Ostroróg
- 1667 – Jerzy Godlewski
- 1667–1668 – Hieronim Radziejowski
- 1671 – Kazimierz Franciszek Wysocki
- 1672–1673 – Jan Franciszek Lubowiecki
- 1677 – Jędrzej Modrzejowski
- 1677–1678 – Jan Krzysztof Gniński (ambasador)
- 1679 – Dzierżek
- 1680–1686 – Samuel Proski
- 1698–1699 – Stanisław Małachowski (ambasador)
- 1699 – Stanisław Mateusz Rzewuski
- 1699–1700 – Rafał Leszczyński (ambasador)

### XVIII wiek
- 1706 – Samuel Górski

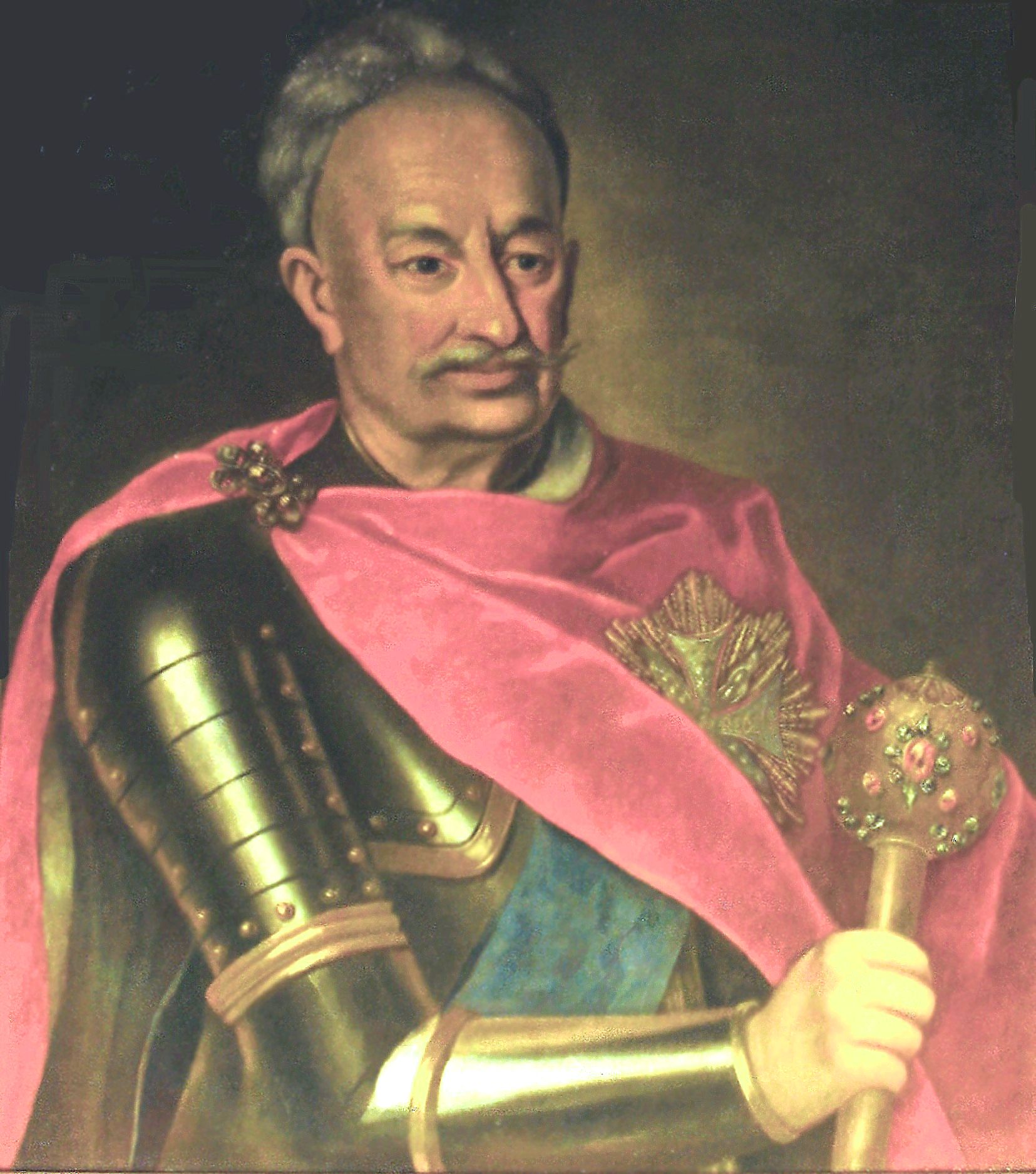
Stanisław Chomętowski, Stambuł 1712–1714

- 1707 – Mikołaj Milkiewicz (przedstawiciel konfederacji sandomierskiej)
- 1708 – Stanisław Franciszek Tarło i Stefan Potocki (wysłannicy Stanisława Leszczyńskiego)
- 1709–1711 – Bakowski (Chargé d’Affaires a.i.)
- 1710 – Jakób Zygmunt Rybiński (ambasador)
- 1711–1714 – Joachim Franciszek Goltz
- 1712–1714 – Stanisław Chomentowski (ambasador Augusta II)
- 1712 – Kazimierz Kryszpin (poseł internowanego w Mołdawii Stanisława Leszczyńskiego)
- 1718 – Jerzy Łomaka
- 1720 – Jan Strutyński
- 1721–1722 – Krzysztof Popiel
- 1732–1733 – Józef Sierakowski (ambasador)
- 1733–1737 – Jan Stadnicki (zm. 1739) (przedstawiciel Stanisława Leszczyńskiego)
- 1738 – Andrzej Gurowski (wysłannik hetmana Potockiego)
- 1742–1743 – Paweł Benoe
- 1755–1756 – Jan Wandalin Mniszech (ambasador)
- 1756–1757 – Friedrich Hübsch
- 1759–1760 – Józef Antoni Podoski
- 1765–1766 – Tomasz Aleksandrowicz
- 1769 – Roch Lasocki (w imieniu Konfederacji Barskiej)
- 1766–1776 – Zygmunt de Everhardt
- 1777–1778 – Karol Boscamp-Lasopolski
- 1780–1783 – Stanisław Pickelstein (chargé d’affaires a.i.)
- 1777–1786–1789 – Kajetan Chrzanowski
- 1789 – Władysław Los
- 1789–1792 – Franciszek Piotr Potocki (od 1791; ambasador)
- 1792 – Kajetan Chrzanowski (chargé d’affaires a.i.)
- 1793 – Chabert

### XIX wiek
- 1831 (marzec–lipiec) – Konstanty Wolicki
- 1831 (marzec–lipiec) – Konstanty Linowski
- 1863–1864 – Władysław Jordan
- 1863–1864 – Tadeusz Oksza-Orzechowski

### XX wiek
- 24 III 1919 – 20 IV 1921 – Witold Jodko-Narkiewicz (delegat rządu RP przy Wysokiej Porcie Ottomańskiej)
- 20 IV 1921 – 1923 – Władysław Baranowski (delegat rządu RP przy Wysokiej Porcie Ottomańskiej)
- 1923 – 24 czerwca 1924 – Władysław Günther-Schwarzburg (chargé d’affaires a.i. w Republice Turcji)
- 25 czerwca 1924 – 24 marca 1926 – Roman Knoll (poseł RP w Republice Turcji)
- 24 marca 1926 – 1 września 1926 – Karol Bader
- 21 października 1926 – 30 listopada 1927 – Józef Wierusz-Kowalski
- 1 stycznia 1928 – 25 października 1928 – Kazimierz Papée (chargé d’affaires a.i.)
- 25 października 1928 – 4 lipca 1930 – Kazimierz Olszowski
- 7 lipca 1930 – 12 maja 1933 – Kazimierz Olszowski (ambasador)
- 1 czerwca 1933 – 15 maja 1936 – Jerzy Potocki
- 1 czerwca 1936 – 1 września 1945 – Michał Sokolnicki
- 16 stycznia 1946 – 1 sierpnia 1946 – Romuald Buczyński (chargé d’affaires a.i.)
- 1 sierpnia 1946 – 29 lutego 1948 – Stanisław Sośnicki (chargé d’affaires a.i.)
- 20 stycznia 1948 – 30 listopada 1951 – Jan Druto (ambasador)
- 1 grudnia 1951 – 28 lutego 1956 – Janusz Zambrowicz(inne języki)
- 24 marca 1956 – 30 września 1959 – Kazimierz Dorosz
- 20 czerwca 1960 – 1 sierpnia 1967 – Bolesław Gebert
- 26 września 1967 – 26 października 1971 – Stanisław Piotrowski
- 26 października 1971 – 26 września 1978 – Ignacy Loga-Sowiński
- 26 września 1978 – 16 sierpnia 1980 – Kazimierz Sidor
- 16 sierpnia 1980 – 27 lipca 1982 – Tadeusz Biegański (chargé d’affaires a.i.)
- 27 lipca 1982 – 31 maja 1983 – Romuald Kunat (chargé d’affaires a.i.)
- 31 maja 1983–1987 – Kazimierz Michalski
- 1987 – 30 listopada 1991 – Mirosław Pałasz
- 1 grudnia 1991 – 31 lipca 1992 – Michał Sieczkowski (chargé d’affaires a.i.)
- 1 września 1992 – 31 maja 1997 – Wojciech Hensel
- 1 czerwca 1997 – 1 listopada 1997 – Irena Tatarzyńska (chargé d’affaires a.i.)
- 1 listopada 1997 – 9 kwietnia 2000 – Mirosław Pałasz

### XXI wiek
- 10 kwietnia 2000 – 5 listopada 2001 – Grzegorz Michalski (chargé d’affaires a.i.)
- 5 listopada 2001 – 8 lipca 2004 – Andrzej Ananicz
- 8 lipca 2004 – 31 sierpnia 2004 – Lech Faszcza (chargé d’affaires a.i.)
- 1 września 2004 – 31 stycznia 2005 – Paweł Czerwiński (chargé d’affaires a.i.)
- 1 lutego 2005 – 30 kwietnia 2007 – Grzegorz Michalski
- 1 maja 2007 – 28 października 2007 – Lech Faszcza (chargé d’affaires a.i.)
- 29 października 2007 – 8 września 2008 – Krzysztof Lewandowski (chargé d’affaires a.i.)
- 8 września 2008 – październik 2012 – Marcin Wilczek (ambasador)
- 23 października 2013 – 31 października 2016 – Mieczysław Cieniuch (ambasador)[1][2]
- 22 listopada 2016 – listopad 2018 – Maciej Lang[3] (ambasador)
- listopad 2018 – marzec 2020 – Robert Rokicki (chargé d’affaires a.i.)[4]
- 2 marca 2020 – 12 lipca 2021 – Jakub Kumoch (ambasador)
- 13 lipca 2021 – sierpień 2022 – Robert Trzeciak (chargé d’affaires a.i.)[5]
- wrzesień 2022 – luty 2023 – Radosław Sadowski (chargé d’affaires a.i.)[6]
- od lutego 2023 – Maciej Lang